# Кондратьево (Крым)
Кондра́тьево (до 1948 года Аксюру́-Конра́т; укр. Кіндратове, крымскотат. Aqsürü Qoñrat, Акъсюрю Къонърат) — село в Джанкойском районе Республики Крым, центр Кондратьевского сельского поселения (согласно административно-территориальному делению Украины — Кондратьевского сельского совета Автономной Республики Крым).

## Население
| 2001 | 2014 |
| ---- | ---- |
| 979  | ↘803 |

Всеукраинская перепись 2001 года показала следующее распределение по носителям языка
| Язык             | Процент |
| ---------------- | ------- |
| русский          | 79.37   |
| крымскотатарский | 10.83   |
| украинский       | 9.3     |
| другие           | 0.2     |

### Динамика численности
| - 1889 год — 113 чел. - 1892 год — 118 чел. - 1900 год — 162 чел. - 1905 год — 119 чел. - 1911 год — 172 чел. - 1915 год — 104/89 чел. | - 1918 год — 166 чел. - 1926 год — 251 чел. - 1931 год — 259 чел. - 1936 год — 390 чел. - 2001 год — 979 чел. - 2014 год — 803 чел. |

## Современное состояние
На 2017 год в Кондратьево числится 6 улиц и 5 переулков; на 2009 год, по данным сельсовета, село занимало площадь 121 гектар на которой, в 324 дворах, проживало более 1 тысячи человек. В селе действуют средняя общеобразовательная школа, детский сад «Василёк», дом культуры, библиотека, стадион, фельдшерско-акушерский пункт, церковь иконы Божией Матери «Живоносный источник». 9 мая 1986 года (по другим данным — 1985 года), по инициативе рабочих и администрации совхоза «Каменский», у здания Дома культуры был открыт памятник воинам-односельчанам. Мемориальное сооружение имеет вид каменной глыбы с барельефами (работа художника В. В. Макеева) и табличками с 24 фамилиями погибших на фронтах Великой Отечественной войны. Постановлением Совета министров Республики Крым № 627 от 20 декабря 2016 года памятник отнесён к категории объектов культурно-исторического наследия России регионального значения.

## География
Кондратьево — село в центре района, в степном Крыму, высота центра села над уровнем моря — 18 м. Соседние сёла: Дорожное менее километра на запад, Новая Жизнь в 3 км на север и Полевое в 1,5 км на юго-восток. Расстояние до райцентра — около 16 километров (по шоссе) на северо-запад, с селе расположена железнодорожная станция — Разъезд 10 км (на линии Джанкой — Феодосия). Транспортное сообщение осуществляется по региональной автодороге 35Н-175 от шоссе 35А-001 «граница с Украиной — Джанкой — Феодосия — Керчь» до Овощного (по украинской классификации — С-0-10451).

## История
Поселение Иоганнинсталь, или Аксюру-Конрат немецкий, было основано немецами лютеранами в 1882 году, на 5 442 десятинах земли. В «Памятной книге Таврической губернии 1889 года», по результатам Х ревизии 1887 года, записан просто Аксюру-Конрат (не установлено — татарский, или немецкий) с 19 дворами и 113 жителями.
После земской реформы 1890 года Аксюру-Конрат (из доступных источников непонятно, какой — одно селение фигурирует до 1915 года) отнесли к Тотанайской волости. В «…Памятной книжке Таврической губернии на 1892 год» деревня записана как Конрат со 118 жителей в 18 домохозяйствах.
По «…Памятной книжке Таврической губернии на 1900 год» в Аксюру-Конрате числилось 162 жителя в тех же 18 дворах. В 1905 году жителей в Аксюру-Конрате немецком было 119, в 1911—172. По Статистическому справочнику Таврической губернии. Ч.II-я. Статистический очерк, выпуск пятый Перекопский уезд, 1915 год, в деревне Аксюру-Конрат (немецкий) Тотанайской волости Перекопского уезда числилось 30 дворов (27 дворов с землёй, 3 — безземельные) с немецким населением в количестве 104 человек приписных жителей и 89 «посторонних», из которых 95 мужчин и 98 женщин. Жители владели 5211 десятинами удобной земли. В хозяйствах имелось 244 лошади, 410 волов, 150 коров и 160 голов мелкого скота (в 1918 году — 166 человек).
После установления в Крыму Советской власти, по постановлению Крымревкома от 8 января 1921 года № 206 «Об изменении административных границ» была упразднена волостная система и в составе Джанкойского уезда был создан Джанкойский район. В 1922 году уезды преобразовали в округа. 11 октября 1923 года, согласно постановлению ВЦИК, в административное деление Крымской АССР были внесены изменения, в результате которых округа были ликвидированы, основной административной единицей стал Джанкойский район и село включили в его состав. Согласно Списку населённых пунктов Крымской АССР по Всесоюзной переписи 17 декабря 1926 года, в селе Аксюру-Конрат (немецкий), Немецко-Джанкойского сельсовета (в котором село состояло до 1968 года) Джанкойского района, числилось 53 двора, из них 52 крестьянских, население составляло 251 человек. В национальном отношении учтено: 242 немца, 6 русских, 3 еврея, действовала немецкая школа. К 1931 году в селе было 259 жителей, в 1936—390, в основном немцы. Постановлением КрымЦИКа от 15 сентября 1930 года был вновь создан Биюк-Онларский район (указом Президиума Верховного Совета РСФСР № 621/6 от 14 декабря 1944 года переименованный в Октябрьский), теперь как немецкий национальный, в который включили село. Постановлением Президиума КрымЦИКа «Об образовании новой административной территориальной сети Крымской АССР» от 26 января 1935 года был создан немецкий национальный Тельманский район (с 14 декабря 1944 года — Красногвардейский) и Аксюру-Конрат, с населением 390 человек, включили в его состав. Вскоре после начала Великой Отечественной войны, 18 августа 1941 года крымские немцы были выселены, сначала в Ставропольский край, а затем в Сибирь и северный Казахстан.
После освобождения Крыма от фашистов в апреле, 12 августа 1944 года было принято постановление № ГОКО-6372с «О переселении колхозников в районы Крыма» по которому в район из областей Украины и России переселялись семьи колхозников, а в начале 1950-х годов последовала вторая волна переселенцев из различных областей Украины. С 25 июня 1946 года Аксюру-Конрат в составе Крымской области РСФСР. Указом Президиума Верховного Совета РСФСР от 18 мая 1948 года, Аксюру-Конрат переименовали в Кондратьево. 26 апреля 1954 года Крымская область была передана из состава РСФСР в состав УССР. 1 января 1965 года, указом Президиума ВС УССР «О внесении изменений в административное районирование УССР — по Крымской области», село вновь включили в состав Джанкойского. С 1968 года село в составе Рощинского сельского совета, в 1967 году, на базе 3-х отделений совхоза им. Тимирязева был образован госплемзавод «Каменский», с центральной усадьбой в Кондратьево, на базе которого, в 1989 году, была создана агрофирма «Азов» (в 1997 году реорганизованная в коллективную агропромышленную фирму (КАПФ) «Азов»). С 1978 года — центр Кондратьевского сельсовета. С 12 февраля 1991 года село в восстановленной Крымской АССР, 26 февраля 1992 года переименованной в Автономную Республику Крым. С 21 марта 2014 года в составе Крыма аннексировано Россией.